# Anok Yai
Anok Yai ( /əˈnɒk/ ə-NOK, 20 de dezembro de 1997) é uma modelo americana. É a segunda supermodelo negra depois de Naomi Campbell a abrir um desfile da  Prada .
Fez várias capas da Vogue internacional, incluindo a Vogue americana três vezes. O Models.com a classifica como uma das "Novas Supers" desta geração, e em 2023, foi escolhida pela indústria e pelos fãs como "Modelo do Ano".

## Biografia
Anok Yai nasceu no Cairo, Egito, depois que sua família fugiu do genocídio no Sudão. Ela vem de uma família cristã. Quando tinha 3 anos, sua família mudou-se para Manchester, New Hampshire . Sua mãe é enfermeira, seu pai trabalha na Easterseals e sua irmã Alim é sua gerente e consultora financeira.
Yai se formou na Manchester High School West e frequentou a Plymouth State University onde estudio bioquímica, com a intenção de se tornar médica.

## Carreira

### 2017–2021: Descoberta e início de carreira
Yai foi descoberta em outubro de 2017, durante a semana de boas-vindas da Universidade Howard, por um fotógrafo profissional, Steve 'theSUNK' Hall, que pediu para tirar uma foto dela. Ele postou a foto no Instagram, acumulando mais de 20.000 curtidas, e agências de modelos, incluindo a IMG Models, pediram para entrar em contato com ela. Ela acabou optando por assinar com a Next Model Management, que ligava para ela diariamente durante várias semanas. Em 4 meses, ela se tornou a primeira modelo sudanesa a abrir um desfile de moda da Prada, o que é considerado o maior feito na modelagem de moda devido às carreiras que a Prada lançou. Ela também apareceu na campanha Prada SS 2018 e em uma campanha da Nike feita por Riccardo Tisci.

Sobre seu momento revelação, ela disse à Vogue :
"Foi uma honra e estou orgulhosa de ter sido a escolhida para abrir, mas isso é maior do que eu. Eu abrir para uma das maiores casas de moda é uma declaração ao mundo - especialmente para as mulheres negras - de que sua beleza é algo que merece ser celebrado."
Yai desfilou para marcas como Versace, Max Mara, Fendi, Burberry e Louis Vuitton . Além disso, Anok apareceu em anúncios da Tiffany & Co., Nike, Hood by Air e Ambush .
Ela fez capas e editoriais da Vogue (incluindo várias edições internacionais), revista W, CR Fashion Book, AnOther, Dust, Purple, Harper's Bazaar, iD, Self Service, V Magazine, Elle, Garage, Document Journal, Dazed e Pop .
Em 2018, fez a campanha publicitária para acolaboração entre Nike S/S, Riccardo Tisci e Minotaurs. Em julho de 2018, se tornou modelo porta-voz da Estée Lauder . Em dezembro de 2018, foi destaque em uma campanha para a coleção "Collection 1" Drop 2 de Alexander Wang . Também naquele ano, apareceu nas capas da Dazed, iD, Purple Fashion e Dust.
Em 2019, apareceu em um curta-metragem para a coleção Chanel- Pharrell, ao lado de Adut Akech e Alton Mason, e fez capas da AnOther, CR Fashion Book, PRINT, W, Vogue (incluindo suas edições coreana, italiana, brasileira e japonesa ).
Em 2020, foi modelo da campanha "Flash 2021" do Versace Resort e da campanha Outono/Inverno 2020 da Alexander McQueen , fotografada por Jamie Hawkesworth . Além de, mais uma vez, fazer capas paraVogue japonesa, alemã, holandesa e americana.
Em 2021, Anok protagonizou as campanha da coleção Ambush S/S 2021 fotografada por Ethan James Green , "02 PROLOGUE" da Hood by Air, e Yves Saint Laurent Inverno/21. Em setembro do mesmo ano, estrelou a principal edição da Vogue America junto as modelos Ariel Nicholson, Bella Hadid e Kaia Gerber .

### 2022–presente: Status de supermodelo
Em 2022, Yai apareceu em duas campanhas de primavera/verão fotografadas por Steven Meisel para Max Mara e Alexander McQueen. Ela desfilou para Loro Piana em um ensaio fotográfico feito por Mario Sorrenti . Mais tarde se reuniu com Meisel para uma campanha de setembro para Tiffany & Co. Rose Gold Eau de Parfum . Em fevereiro de 2022, fez a capa da Vogue britânica ao lado de um elenco de modelos totalmente negros. Uma das primeiras ocasiões em que Yai foi oficialmente reconhecida como supermodelo foi em uma capa de setembro de 2022 comemorando o 50º aniversário de W.
Em 2023, foi um dos nomes escolhidos para a capa de homenagem da Vogue a Karl Lagerfeld, fotografada por Annie Leibovitz . Ela também estrelou a Vogue Espanha, Vogue Itália e iD.
Durante a Paris Fashion Week, Yai abriu seu primeiro desfile Mugler .
Após sua aparição no Met Gala de 2023 com o vestido personalizado Prabal Gurung, foi classificada como uma das "supermodelos mais bem vestidas" pela Vogue Austrália . A revista W comentou: "Yai não poderia passar despercebida em seu visual". Ela encerrou o ano com a votação da indústria e dos leitores do models.com para "Modelo do Ano".
A modelo começou sua temporada de 2024 desfilando para a coleçã Outono/Inverno masculina da Louis Vuitton, durante a Paris Fashion Week. Em seguida, apareceu como uma megera do vídeo no videoclipe do rapper americano Travis Scott "I KNOW?" Em fevereiro, se tornou o rosto do Alien Hypersense, uma nova fragrância da Mugler. Mais tarde, em 2024, apareceu no videoclipe de "Swing My Way" do Offset .

## Filmografia
| Ano  | Título                                           | Papel     | Notas          |
| ---- | ------------------------------------------------ | --------- | -------------- |
| 2019 | The CHANEL Pharrell Collection - Chanel          | Ela mesma | Curta-metragem |
| 2020 | Saint Laurent - Summer of '21                    | Ela mesma | Curta-metragem |
| 2023 | "Say Something" - Lil Yachty                     | Ela mesma | Videoclipe     |
| 2024 | Travis Scott - "I KNOW ? (Official Music Video)" | Ela mesma | Videoclipe     |
| 2024 | Offset - "Swing My Way"                          | Ela mesma | Videoclipe     |